# Obra artística de Leonardo da Vinci
Aquesta és una llista de pintures atribuïdes a Leonardo da Vinci, (15 d'abril de 1452 – 2 de maig de 1519), un dels grans artistes del Renaixement. En general, quinze obres són atribuïts a Leonardo, o en la totalitat o en gran part; la majoria són pintures en plafó però també hi ha un mural, un gran dibuix en paper i dos esbossos de preparació d'escenes. Estan en discussió sis pintures més, hi ha quatre obres que darrerament li han estat atribuïdes, i dues són còpies de treball perduts. Cap de les pintures de Leonardo no està signada, i aquesta llista recull les opinions de diversos estudiosos.
El nombre petit de pintures que han sobreviscut és, en part, a causa de la constant experimentació amb tècniques noves per part de Leonardo, i la seva procrastinació crònica. Tot i així, aquests pocs treballs i també les seves llibretes, que contenen dibuixos, diagrames científics, i les seves idees sobre la natura de pintar, comprenen una contribució a les generacions posteriors d'artistes igualats només pel llegat del seu contemporani Michelangelo.
El paràmetres d'ordenació {{Ntsh}} van de l'1 al 21 a partir de la classificació cronològica. El segon nivell de paràmetres {{Ntsh}} ordena les pintures d'acord amb el grau d'atribució de l'obra a Leonardo, segons els següents descriptors:
1. Acceptada per tothom
2. Pràcticament acceptada
3. Ginebra de Benci i Dama amb un ermini (cada una, depenent de l'altra)
4. Generalment acceptada
5. Per Leonardo i altres mans
6. Discutida.[2]
7. Força discutida

## Pintures atribuïdes
| Imatge                                                     | Detalls (ordenats per data) | Estatus d'atribució |
| ---------------------------------------------------------- | --- | --- |
| Baptisme de Crist                                          | Baptisme de Crist 1472–1475 Oli en fusta 177 × 151 cm Uffizi, Florència, Itàlia | Verrocchio i Leonardo Pintat per Andrea del Verrocchio, però l'àngel del costat esquerre està fet per Leonardo. Es reconeix, en general, que Leonardo també pintà una gran part del paisatge de fons i el tronc de Crist. És un dels primers treballs que existeixen de Leonardo. La declaració de Vasari que l'àngel de l'esquerra és obra de Leonardo està confirmada per estudis per Bode, Seidlitz i Guthman, i acceptada per McCurdy, Wasserman i altres.                          |
| L'Anunciació                                               | L'Anunciació c. 1472–1475 Oli en plafó 98 × 217 cm Uffizi, Florència, Itàlia | Pràcticament acceptada En general, es creu que és la primera obra completa existent de Leonardo. Fins al 1869, l'obra s'havia atribuït a Verrocchio. Actualment hi ha fora consens en l'atribució a Leonardo, proposada per Liphhart, i acceptada per Bode, Lubke, Muller-Walde, Berenson, Clark, Goldscheider i altres. |
| Madonna Dreyfus                                            | Madonna Dreyfus c. 1475–1480 Oli en plafó 15,7 × 12,8 cm, 6,13 × 5 in National Gallery of Art, Washington DC, EUA | Discutida Obra prèviament atribuïda a Verrocchio o a Lorenzo di Credi. Per la majoria dels crítics, l'anatomia de l'infant Jesús és tan pobra que descoratja una possible atribució, mentre que d'altres creuen que és un treball de la joventut de Leonardo. Aquesta atribució va ser feta per Suida, el 1929. Uns altres historiadors d'art com Shearman i Morelli l'atribueixen a Verrocchio. Daniel Arasse (1997) considera aquesta pintura com un treball de joventut de Leonardo. |
| Ginebra de Benci                                           | Ginebra de Benci c. 1476 Oli en fusta 38,8 × 36,7 cm, 15,3 × 14,4 a la National Gallery of Art, Washington DC, EUA | Pendent d'atribució de la Dama amb un ermini Waagen, el 1866, proposà l'atribució de l'obra a Leonardo, i rebé el suport de Bode. Els primers estudiosos del segle XX mostraren el seu desacord, però la majoria dels crítics actuals accepten tant l'autoria com la seva identitat. |
| Madonna Benois                                             | Madonna Benois 1478 Oli en tela 49,5 × 33 cm Museu de l'Hermitage, Sant Petersburg, Rússia | Acceptació generalitzada La majoria del crítics creuen que coincideix amb la madonna esmentada per Leonardo el 1478. |
| La Mare de Déu i el clavell                                | La Mare de Déu i el clavell 1478–1480 Oli en plafó 62 × 47,5 cm Alte Pinakothek, Múnic | Acceptació generalitzada S'accepta de manera generalitzada que és de Leonardo, però apareix algun sobrepintat d'algun possible pintor flamenc. |
| Sant Jeroni al desert                                      | Sant Jeroni al desert c. 1480 Tempera i oli en plafó 103 × 75 cm, 41 × 30 a Palau apostòlic, Vaticà Inacabada | Acceptada per tothom |
| Adoració dels Mags                                         | Adoració dels mags 1481 Pintat en plafó 240 × 250 cm, 96 × 97 a Uffizi, Florència, Itàlia Inacabada | Acceptada per tothom |
| Mare de Déu de les roques                                  | Mare de Déu de les roques 1483–1486 Oli en plafó (transferit a tela) 199 × 122 cm, 78,3 × 48,0 a Louvre, París, França | Acceptada per tothom La majoria dels especialistes la consideren com la primera de les dues versions del mateix tema. |
| Sala delle Asse                                            | Sala delle Asse 1498 - 1499 Pintura al fresc Castell Sforzesco, Milà | Acceptada per tothom Luca Beltrami va fer una gran argumentació amb documents de l'època de Leonardo. |
| Dama amb un ermini                                         | Dama amb un ermini 1485 Oli en plafó de fusta 54 × 39 cm Czartoryski Museum, Kraków | Pendent de l'atribució de Ginebra de Benci Que la pintés Leonardo ha estat subjecte d'un llarg debat des que, el 1889, es proposà que ell n'era l'autor. L'atribució del quadre Ginebra de Benci ha donat suport al fet que aquesta obra també és de Leonardo. |
| Madonna Litta                                              | Madonna Litta c. 1490 Oli en tela (transferida de plafó) 42 × 33 cm Museu de l'Hermitage, Sant Petersburg | Discutida Es creu que potser és de Marco d'Oggiono |
| Retrat d'un músic                                          | Retrat d'un músic 1490 Oli en plafó de fusta 45 × 32 cm Pinacoteca Ambrosiana, Milà | Discutida |
| Retrat d'una Sforza                                        | Retrat d'una Sforza o La bella princesa 1495-1496 Pastel i tinta sobre vitel·la, muntada després sobre fusta 33 x 22 cm Col·lecció particular, Canadà? | Discutida Atribuïda a Leonardo per Martin Kemp, a partir de l'estil i d'una empremta digital; altres autors, com Pedretti, hi estan d'acord. Sembla haver estat un frontispici d'un còdex imprès en vitel·la i conservat a Varsòvia, amb l'obra La Sforziada. |
| La bella Ferronière                                        | La Belle Ferronière 1490–1496 Oli en fusta 62 × 44 cm Louvre, París | Discutida |
| El Sant Sopar                                              | El Sant Sopar 1495–1498 Pintura al tremp en gesso, brea i màstic 460 × 880 cm, 181 × 346 a Convent de Santa Maria delle Grazie, Milà, Itàlia | Acceptada per tothom |
| Mare de Déu de les roques                                  | Mare de Déu de les roques 1495–1508 Oli en plafó 189,5 × 120 cm, 74,6 × 47,25 a la National Gallery, Londres, Regne Unit | Leonardo i Ambrogio de Predis Generalment acceptada com una versió posterior a la del Louvre. Realitzada amb la col·laboració d'Ambrogio de Predis i potser d'altres. Mentre la data no és acceptada per tothom, la col·laboració del taller de Leonardo sembla indiscutible. |
| Mare de Déu i l'Infant amb santa Anna i sant Joan Baptista | Mare de Déu i l'Infant amb santa Anna i sant Joan Baptista c. 1499–1500 Carbó, guix blanc i negre en paper tenyit 142 × 105 cm, 55,7 × 41,2 a la National Gallery, Londres, Regne Unit | Acceptada per tothom |
| Retrat d'Isabel d'Este                                     | Retrat d'Isabel d'Este c. 1499–1500 Guix vermell i negre, pastel groc en paper 63 x 46 cm;al Musée du Louvre, París, França | Acceptada per tothom |
| Crist amb la Creu                                          | Salvator mundi c. 1506 - 1513 Pintura a l'oli sobre noguera Louvre Abu Dhabi, Abu Dhabi | Acceptat per alguns autors. Es pensava que era una còpia d'un original perdut. Després de la restauració de 2011, ha guanyat acceptació la idea que és original: presenta pentimenti a les mans de Crist i característiques pròpies de l'estil del pintor. |
| Retrat d'Isabel d'Este                                     | Retrat d'Isabel d'Este c. 1513-1516 Oli sobre tela 61 x 46,5 cm;a una Incautada per la policia italiana a Lugano (Suïssa) per tornar-la a Itàlia | Pràcticament acceptada; signat. Posteriorment s'hi van afegir una corona i la palma de martiri, convertint el retrat en una pintura de Santa Caterina d'Alexandria. Redescoberta en 2013, Carlo Pedretti l'atribueix a Leonardo amb seguretat. |
| Mare de Déu dels fusos · Madonna Buccleuch                 | Mare de Déu dels fusos Madonna Lansdowne c. 1501 Oli en fusta (traspassat a tela i després recol·locat en una fusta) 50,2 × 36,4 cm Col·lecció privada, Nova York Madonna Buccleuch c. 1501 Oli en fusta 48,9 × 36,8 cm Scottish National Gallery, Edimburg (dipòsit de la Buccleuch Collection) | Discutida N'existeixen tres versions, aparentment fetes per artistes diferents, potser còpies d'un treball perdut que s'ha descrit que pertanyia a Leonardo. El més conegut, propietat del Duc de Buccleuch, va ser robat el 2003, i recuperat el 2007. |
| La Gioconda                                                | La Gioconda o Monna Lisa c. 1503–1506 Oli en cotó i fusta 76,8 × 53,0 cm, 30,2 × 20,9 in Louvre, París, França | Acceptada per tothom |
| La Mare de Déu i l'Infant amb santa Anna                   | La Mare de Déu i l'Infant amb santa Anna c. 1510 Oli en plafó 168 × 112 cm, 66,1 × 44,1 in Louvre, París, França | Acceptada per tothom |
| Bacus                                                      | Bacus 1510–1515 Oli en fusta de noguera transferit a tela 177 × 115 cm Louvre, París | Discutida En general, és considerada com una còpia d'un dibuix. |
| Sant Joan Baptiste                                         | Sant Joan Baptista 1513–1516 Oli en fusta de noguera 69 × 57 cm, 27,2 × 22,4 a Louvre, París | Acceptació generalitzada "Anonimo Gaddiano" va escriure que Leonardo pintà un sant Joan. És considerada la darrera gran obra de Leonardo. |

## Atribucions més recents
| Fitxer                        | Detalls | Estatus d'atribució |
| ----------------------------- | --- | --- |
| Tobies i l'àngel              | Tobies i l'àngel 1470–80 Pintura al tremp d'ou en pollancre National Gallery, Londres                                           | Andrea del Verrochio i el seu taller (incloent Leonardo?) Una pintura de Verrocchio mentre Leonardo treballava al seu taller. Martin Kemp suggereix que Leonardo Leonardo pot haver pintat alguna part d'aquest treball, probablement el peix. David Alan Brown, de la National Gallery de Washington, també li atribueix el gos. |
| Els sants infants abraçant-se | Els sants infants abraçant-se c. 1486–1490                                                                                      | Diverses versions en col·leccions privades. |
| Adoració de l'Infant          | La Mare de Déu i l'Infant amb sant Josep o Adoració de l'Infant Tempera en plafó Diametre 87 cm Galleria Borghese, Roma, Itàlia | Atribuïda prèviament a Fra Bartolomeo. Després d'una neteja recent, la Galeria Borghese proposa l'atribució com una obra de joventut de Leonardo, basada en la presència d'una empremta digital similar a un que apareix a la Dama amb un ermini. No hi ha accés al resultat de la investigació. |
| Maria Magdalena               | Maria Magdalena | Recentment ha estat atribuïda a Leonardo per Carlo Pedretti. Amb anterioritat, es considerava que era una obra de Giampietrino, artista que havia pintat un cert nombre de magdalenes. Esta atribución a Leonardo no es aceptada por algunos especialistas como, por ejemplo, Carlo Bertelli, ex director de la Galería Brera de Arte en Milán, que además de opinar que no es de Leonardo, cree que el tema podría ser una Lucrecia sin el cuchillo.                                                          |
| Crist amb la Creu             | Crist amb la Creu c. 1500 Pintura a l'olí en plafó Col·lecció privada                                                           | Atribuït prèviament per Sotheby's a Gian Francesco de Maineri. Atribuït a Leonardo pel seu actual propietari. Reconeixement basat en la similitud dels botxins de Crist als dibuixos realitzats per Rubens de la Batalla d'Anghiari. Segons la revista Forbes, l'expert en pintura de Leonardo, Carlo Pedretti va dir que: «sabia de tres quadres similars i que els quatre quadres, a la seva opinió, són probablement del treball dels ajudants del taller de Leonardo i potser fins i tot el propi mestre». |

## Obres perdudes
| Fitxer                                               | Detalls                         | Notes |
| ---------------------------------------------------- | ------------------------------- | --- |
|                                                      | Medusa                          | Una obra juvenil descrita per Giorgio Vasari. |
|                                                      | L'Àngel de l'Anunciació c. 1503 | Aquesta pintura va ser descrita per Vasari. Un dibuix sobreviu entre els estudis per a la Batalla d'Anghiari (vegeu més avall), i una còpia existeix al Kunstmuseum Basel. |
| Còpia de La batalla d'Anghiari, de Peter Paul Rubens | La batalla d'Anghiari 1505      | Les restes del fresc de Leonardo s'han descobert al Salone dei Cinquecento (Sala dels Cinc-Cents) al Palazzo Vecchio, Florència. - Peter Paul Rubens, La batalla d'Anghiari. Guix negre, ploma i tinta, i pintada al damunt amb aquarel·la. 54,2 x 63,7 cm. Museu del Louvre, París. |
| Còpia de Leda i el cigne per Cesare Sesto            | Leda i el cigne 1508            | Existeixen nou còpies de les pintures, incloent: - Cesare Cesto. Leda and the Swan. Oli en fusta, 69,5 x 73,7 cm. Wilton House, Wiltshire, Regne Unit. - Anònim. Leda and the Swan. Tempera en fusta, 115 x 86 cm. Galleria Borghese, Roma, Itàlia                                   |